# Резня в Вариводе
Резня в Вариводе (серб. Масакр у Вариводама) — преступление против сербских гражданских лиц, совершённое в населенном пункте Вариводе близ города Кистанье 28 сентября 1995 года.
После перехода большей части Сербской Краины под контроль хорватской армии во время операции «Буря» большинство сербского населения бежало в Республику Сербскую и Союзную Республику Югославию. Между тем, несколько тысяч человек по разным причинам остались в своих домах. 28 сентября 1995 года хорватские солдаты вошли в населенный пункт Вариводе близ города Кистанье и убили в нем 9 пожилых людей в возрасте от 60 до 85 лет. Тела жертв были закопаны в Книне в массовом захоронении.
В 2002 году шестеро хорватских военных, обвиняемых в резне в Вариводе, были отпущены на свободу из-за недостатка доказательств. В 2012 году Верховный суд Хорватии признал события в Вариводе политически мотивированным террористическим актом, целью которого было вызвать страх среди местных жителей. В 2013 году суд в Книне постановил выплатить денежную компенсацию детям погибших в Вариводе.
В 2004 году Сербское национальное вече установило в Вариводе памятный крест с табличкой с именами жертв резни. В 2010 году его разрушили неизвестные вандалы. В том же году новую мемориальную доску установил президент Хорватии Иво Йосипович.